# Thomas Chestre
Thomas Chestre (fl. siglo XIV) fue el autor de Sir Launfal, un romance en verso en inglés medio. Con una extensión de 1045 líneas, Sir Launfal está basado en última instancia en el lay bretón Lanval, de Marie de France, de fines del siglo XII. Thomas puede haber sido también el autor de Libeaus Desconus, El bello desconocido, un romance en 2200 versos que narra la historia del hijo de Sir Gawain, Gingalain. Esta obra está basada en tradiciones similares a las que inspiraron el romance en francés antiguo Le Bel Inconnu de Renaut de Beaujeu, de finales del siglo XII o principios del siglo XIII, y posiblemente una daptación al inglés medio del romance en francés antiguo Octavio, de mediados del siglo XIII.Geoffrey Chaucer parodió a Libeaus Desconus, entre otros romances en inglés medio, en el Cuento de Canterbury narrado por Sir Thopas.

## Sir Launfal
El nombre Thomas Chestre aparece una sola vez en un texto medieval, en la única copia manuscrita que sobrevive del romance Sir Launfal. El manuscrito se encuentra hoy alojado en la Biblioteca Británica, identificado con el signo topográfico MS Cotton Caligula A.ii, que data de la primera mitad del siglo XV. Sir Launfal se preserva entre los folios 35v-42v. El texto en inglés medio es el siguiente:
"Thomas Chestre made thys tale
Of the noble knyght Syr Launfale,
Good of chyvalrye."